# Władimir Czernyszow (bokser)
Władimir Fiodorowicz Czernyszow (ros. Владимир Фёдорович Чернышёв, ur. 5 listopada 1948 w Czkałowie, ob. Orenburg) – rosyjski bokser walczący w barwach ZSRR, mistrz Europy z 1971.
Walczył w wadze ciężkiej (powyżej 81 kg). Zdobył w niej złoty medal na mistrzostwach Europy w 1971 w Madrycie, wygrywając kolejno z Jeanem-Pierre’em Coopmanem z Belgii, Kiriłem Pandowem z Bułgarii, Lesem Stevensem z Anglii i w finale z Peterem Hussingiem z Republiki Federalnej Niemiec. Tylko tę ostatnią wygrał na punkty, wszystkie poprzednie rozstrzygnął przed czasem.
Czernyszow był mistrzem ZSRR w wadze ciężkiej w 1971 oraz wicemistrzem w 1970 i 1972.
W 1968 i 1969 dwukrotnie wystąpił w meczach młodzieżowych reprezentacji ZSRR i Polski, w obu walkach pokonując przed czasem Eugeniusza Jankowiaka.
Czernyszow zakończył karierę pięściarską w 1972, po tym, jak nie udało mu się zakwalifikować na igrzyska olimpijskie w Monachium.